# Łoboda nadmorska
Łoboda nadmorska (Atriplex glabriuscula Edmondston) – gatunek rośliny jednorocznej w różnych systemach klasyfikacyjnych włączany do rodziny komosowatych lub szarłatowatych. Występuje na brzegach morskich w Europie zachodniej, środkowej i północnej oraz północno-wschodniej Ameryki Północnej.

## Morfologia
ŁodygaDo 60 cm wysokości.
LiścieTrójkątnie oszczepowate, na ogonkach.
KwiatyKwiaty słupkowe pozbawione okwiatu, z podkwiatkami. Podkwiatki szerokorombowe, ząbkowane, zrośnięte do połowy, skórkowate, w trakcie owocowania chrząstkowato stwardniałe u nasady.

## Biologia i ekologia
Roślina jednoroczna. Rośnie na brzegach morskich. Kwitnie w sierpniu i wrześniu.

## Zagrożenia i ochrona
Roślina umieszczona na Czerwonej liście roślin i grzybów Polski (2006) i uznana za gatunek wymierający, krytycznie zagrożony (kategoria zagrożenia E). W wydaniu z 2016 roku otrzymała kategorię DD (stopień zagrożenia nie może być określony).